# ホンアマリリス
ホンアマリリス（学：Amaryllis）はヒガンバナ科に含まれる属の一つ。または、アマリリス属に含まれる植物の総称。和名はホンアマリリス属。ヒッペアストルム属のアマリリス（園芸分類上のアマリリス）との混同を避けるため、ベラドンナリリーとして呼ばれる事もある。

## 特徴
南アフリカ共和国の喜望峰周辺が自生地及び原産地の球根植物である。英名にLillyと付くが、花がユリに似ている共通点以外は関係は薄い。また、薬草であるナス科のベラドンナとも関連性は薄い。開花期は真夏～中秋頃までで、長い花茎の先端に10輪程度花をつける。花は細長く筒状で先端が顕著に反り返って開花する為、ユリの花（特にテッポウユリ）を彷彿とさせる。花期が終わる晩秋頃には球根から長さ50㎝程度で光沢のある細長い葉を左右交互に出しながら成長していく。そして翌年の初夏頃に黄色くなって枯れてしまう。つまり、本属の植物は花と葉が同時に出ている状態を目にする事が出来ない。この成長サイクルは同じくヒガンバナ科の属の一つ、リコリス属の植物に似る。球根は鱗茎であり、表面は薄皮に覆われている。尚、花には僅かだが芳香性がある。寒さ暑さともに比較的強く、栽培は容易といえる（梅雨～真夏までの時期は休眠している）。全草に対しリコリンを含むため、食用出来ない。

## 栽培方法
土壌は水はけがよく、有機質に富んだ土壌を好む。ベラドンナ種は直射日光下を好む。25度以上になると球根が発根しないので気温をしっかり調べてから植えると良い。だいたい6～7月が植え付けの適期にあたる。深植えされるのを嫌うので、球根を植え付ける際は上部が露出した状態で植え込むとよい。一度植えると2～3年は移植の必要はなく、分球が大きくなって狭くなってきた時が掘り出すタイミングとなる。灌水は薄めの液体肥料を混ぜて行う。ただしベラドンナリリーは肥料をあまり欲しないので過度な施肥は不必要である。しかし、春～秋の生育期に水を欲するようになるので水切れには注意する。南アフリカ共和国の地中海性気候に合わせて管理すると管理しやすくなる。冬季では、球根が凍結すると枯れてしまったり、傷むので、凍結しないように工夫して管理する必要性がある。

## 名称について
英名のベラドンナリリーは、花の雰囲気が淑やかな女性に見えたことに由来する。（ベラドンナはイタリア語で美しい淑女を意味する。）和名の由来は、ヒッペアストルム属のアマリリスと名前が混同してややこしいので、アマリリス属に残った本種を『真のアマリリス』という意味でホンアマリリス（本アマリリス）と園芸分野で呼び分けるようにしたのが由来である。また、シンセイアマリリス（真正アマリリス）という和名もあるが、こちらはほとんど使用されない。

## ヒッペアストルム属の『アマリリス』との関係
ヒッペアストルム属の植物の一部が今もアマリリスとして名が広く知れ渡っているのは、かつてアマリリス属に分類されていた名残である。ヒッペアストルム属との違いに、開花期が夏以降である点、開花する時に葉が残っていない点、花茎が空洞であることが相違点になる。しかし昨今では、ヒッペアストルム属のアマリリス（園芸界でのアマリリス）こそが本来のアマリリスであるとの主張もされており、非常に複雑化しており、並びに既存の名称は動揺しつつある。どちらも日本への渡来時期は明治時代である。

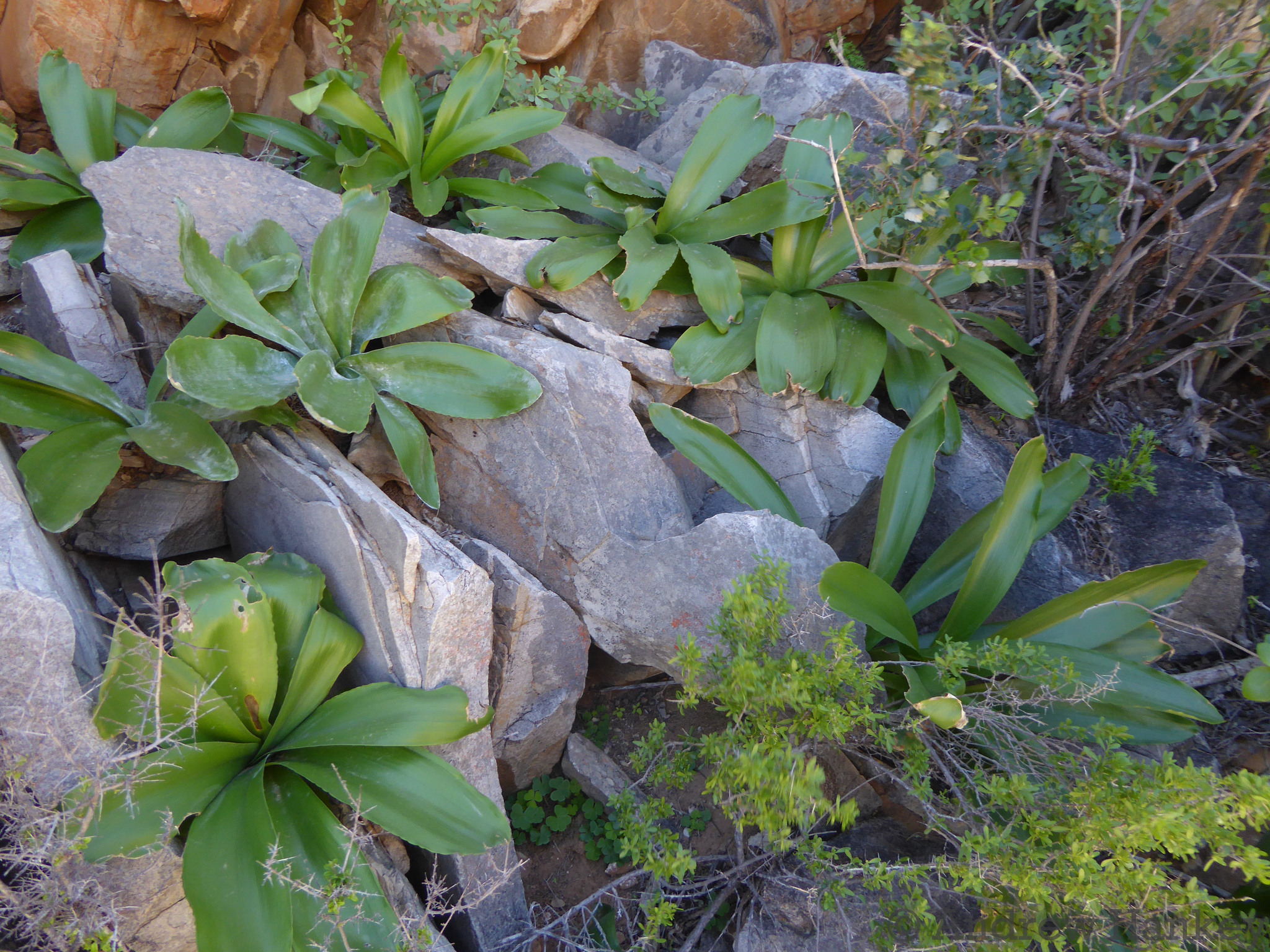
パラディシコラ種

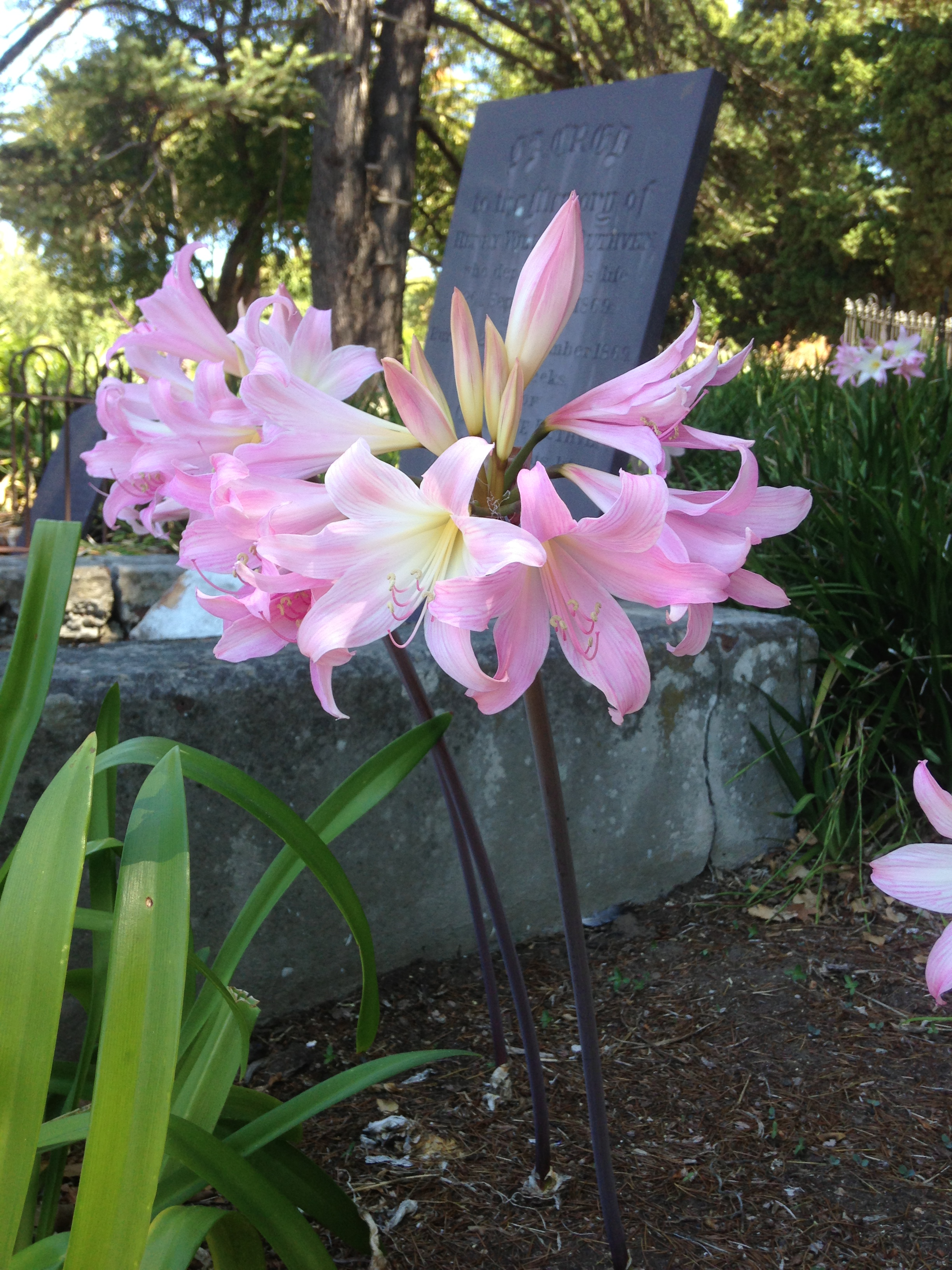
ベラドンナ種の全容

## 下位分類
現在のホンアマリリス属には二種が認められている。参考元はこちら。
- アマリリス・ベラドンナ

　（Amaryllis belladonna L. ）
湿潤な日光下の環境を好む。山火事によって花芽分化が促進される性質を持つ。ベラドンナリリーと呼ばれる品種。
- アマリリス・パラディシコラ

　（Amaryllis paradisicola Snijman）
半砂漠地帯の日陰に生息する品種。開花後の葉は短くフリル状になる。ナマクワランド峡谷、北ケープ州周辺に自生する。